# Chloris verticillata
Chloris verticillata là một loài thực vật có hoa trong họ Hòa thảo. Loài này được Nutt. mô tả khoa học đầu tiên năm 1835 publ. 1837.